# Домбровський повіт
Домбровський повіт (пол. powiat dąbrowski) — один з 19 земських повітів Малопольського воєводства Польщі.
Утворений 1 січня 1999 року в результаті адміністративної реформи.

## Загальні дані
Повіт знаходиться у північно-східній частині воєводства.
Адміністративний центр — місто Домброва-Тарновська.
Станом на 1.01.2008 населення становить 58 529 осіб, площа 530,25 км².

## Демографія
Демографічні дані повіту станом на 30.06.2005:
|       | Всього | Всього | Жінки  | Жінки | Чоловіки | Чоловіки |
| ----- | ------ | ------ | ------ | ----- | -------- | -------- |
|       | осіб   | %      | осіб   | %     | осіб     | %        |
| Повіт | 58 593 | 100    | 29 534 | 50,4  | 29 059   | 49,6     |
| Міста | 11 289 | 100    | 5807   | 51,4  | 5482     | 48,6     |
| Села  | 47 304 | 100    | 23 727 | 50,2  | 23 577   | 49,8     |